# Мишо Павићевић
Мишо Павићевић (Пљевља, 21. април 1915 — Београд, 1995), учесник Народноослободилачке борбе, правник, амбасадор, друштвено-политички радник СФРЈ и СР Црне Горе. У периоду од 1968. до 1969. године обављао је функцију вршиоца дужности Савезног секретара за иностране послове СФРЈ.

## Биографија
Рођен 21. априла 1915. у Пљевљима. Основну школу и гимназију завршио у Пљевљима. По завршетку гимназије, долази у Београд и уписује Правни факултет, на којем је дипломирао 1938. Члан илегалне Комунистичке партије Југославије (КПЈ) постао је 1941. године. 
Након окупације Краљевине Југославије, један је од организатора устанка и активан учесник Народноослободилачког рата (НОР) од 1941. Током рата се налазио на политичким дужностима у Црној Гори.
После рата, био је секретар Централног већа Савеза синдиката Југославије (1947—1951). Потом ступа у дипломатску службу. Изванредни је посланик у Аргентини, Уругвају и Парагвају (1951—1953), затим амбасадор ФНРЈ у Турској (1953—1955) и Грчкој (1955—1958). Функцију секретара Централног већа Савеза синдиката Југославије поново обавља у двогодишњем периоду (1958—1960). Стални је представник СФРЈ у Организацији уједињених нација (ОУН) од децембра 1960. до новембра 1963. Помоћник Савезног секретара за иностране послове СФРЈ, Коче Поповића, био је од јануара 1964. Заменик Савезног секретара за иностране послове СФРЈ, Марка Никезића, био је од априла 1965. Вршилац дужности Савезног секретара за иностране послове СФРЈ био је од 25. децембра 1968. до 25. априла 1969. године. Након тога, обављао је дужност потпредседника Савезног извршног већа (СИВ), те био амбасадор СФРЈ у Италији.
Члан је југословенске делегације на Петнаестом заседању Генералне скупштине ОУН, септембра 1960. Председник Управног савета Специјалног фонда ОУН био је од 1962. до 1963. године, а делегат ФНР Југославије у Комитету УН за деколонизацију од оснивања до 1963. године. 
Био је члан Централног комитета СКЈ, а на Деветом конгресу СКЈ, марта 1969. године, изабран је за члана Сталног дела Конференције СКЈ.
Објавио више радова из области међународних односа и историје радничког покрета.
Носилац је Партизанске споменице 1941. и више других високих југословенских одликовања. Одликован је и високим иностраним одликовањима, међу којима се истиче Краљевски орден Ђорђа I, којим га је одликовао грчки краљ Павле, 1955. године у Београду.